# Танжу Чолак
Танжу Чолак (тур. Tanju Çolak, нар. 10 листопада 1963, Самсун) — турецький футболіст, що грав на позиції нападника. Відомий за виступами насамперед за два з трьох найтитулованіших турецьких клубів «Галатасарай», у складі якого став чемпіоном Туреччини і володарем Кубка, та «Фенербахче», грав також за клуб «Самсунспор» зі свого рідного міста і стамбульський «Істанбулспор», а також у національній збірній Туреччини. За час футбольної кар'єри відзначався феноменальною результативністю, 5 разів ставав найкращим бомбардиром турецької першості, а також володарем Золотого бутса у 1988 році, «Срібного» в 1991 році та «Бронзового бутса» в 1986 році. На час виступів встановив рекорд результативності чемпіонатів Туреччини у вищому дивізіоні (240 м'ячів за 9 сезонів), лише в сезоні 2007—2008 років це досягнення побив Хакан Шюкюр, проте для цього йому знадобилось аж 17 сезонів виступів у вищому турецькому дивізіоні. Натепер Чолак утримує другий результат за результативністю в чемпіонаті Туреччини після Хакана Шукюра. Після завершення футбольної кар'єри Танджу Чолак нетривалий час був футбольним тренером та займався політичною діяльністю, а також працював спортивним коментатором ряду турецьких телевізійних каналів.

## Клубна кар'єра
Танжу Чолак народився у Самсуні, і першою його командою став клуб з його рідного міста «Самсун Йолспор», який грав у другому за силою турецькому дивізіоні. У цій команді Чолак швидко став найкращим бомбардиром та одним із найкращих гравців, ще до 19 років двічі ставши найкращим бомбардиром другого турецького дивізіону. У 1982 році він отримав запрошення до найсильнішого клубу свого рідного міста «Самсунспор», у якій також швидко став лідером і найкращим бомбардиром, відзначившись у 115 проведених за клуб матчах чемпіонату 74 забитими м'ячами. У сезоні 1985—1986 років Чолак уперше в своїй біографії стає найкращим бомбардиром турецької першості та одночасно отримує європейський «Бронзовий бутс», а наступного сезону він знову стає найкращим бомбардиром турецької першості.
Результативна гра форварда привернула увагу до нього тренерських штабів найкращих турецьких клубів, і в 1987 році, після вдруге підряд виграного титулу найкращого стрільця турецької першості, Танжу Чолак стає гравцем стамбульського «Галатасарая». Наступного сезону Чолак не тільки втретє поспіль стає найкращим бомбардиром чемпіонату Туреччини, але й отримує приз «Золотий бутс» як найкращий бомбардир європейських чемпіонатів цього сезону, а разом із новим клубом стає чемпіоном Туреччини. У сезоні 1990—1991 років Танджу Чолак знову стає найкращим бомбардиром турецької першості, отримує європейський «Срібний бутс», а у складі «Галатасарая» став володарем Кубка Туреччини. Протягом усього часу виступів у складі «Галатасарая» форвард відзначався надзвичайно високою результативністю, забивши в 107 проведених за клуб іграх чемпіонату Туреччини 116 м'ячів, що становить у середньому більше одного голу за матч.
1991 року уклав контракт з клубом «Фенербахче», у складі якого провів наступні два роки своєї кар'єри гравця. У складі «Фенербахче» Танжу Чолак ще раз, у сезоні 1992—1993, став найкращим бомбардиром турецької першості, проте нових титулів із цим відомим стамбульським клубом так і не здобув. Хоча й надалі форвард відзначався дуже високою результативністю (50 м'ячів у 53 матчах, що становить 0,94 голу за гру першості), проте по закінченню сезону 1992—1993 років футболіст перейшов до іншого стамбульського клубу «Істанбулспор», за команду якого виступав протягом сезону 1993—1994 років.

## Виступи за збірну
У 1980—1982 роках Танжу Чолак залучався до складу юнацької збірної Туреччини, а в 1982—1985 роках залучався до складу молодіжної збірної Туреччини. 1984 року дебютував в офіційних матчах у складі національної збірної Туреччини. Протягом кар'єри у національній команді, яка тривала 8 років, провів у формі головної команди країни 31 матч, забивши лише 9 голів. Низька кількість забитих м'ячів за збірну в порівнянні з кількістю забитих м'ячів у національних турнірах можна пояснити загальним низьким рівнем тогочасної збірної Туреччини, яка не зуміла пробитися в цей час на жоден великий міжнародний футбольний турнір.

## Скандали, тренерська та політична кар'єра
У січні 1994 року Танжу Чолак був засуджений на 4 роки та 8 місяців позбавлення свободи за контрабанду автомобіля «Mercedes-Benz» до Анкари. Хоча й він провів у в'язниці після втручання впливових футбольних уболівальників лише 23 місяці, це призвело до того, що Чолак передчасно завершив кар'єру футболіста. Після виходу із в'язниці колишній футболіст нетривалий час був головним тренером турецького клубу «Сиїртспор». Пізніше Танжу Чолак зайнявся політичною діяльністю, у 2009 році висував свою кандидатуру в депутати муніципалітету Бейлікдюзю в Стамбулі від Партії національної дії, а в 2011 році балотувався до парламенту Туреччини від Партії справедливості та розвитку, проте в обох випадках програв вибори. Також Танжу Чолак працював футбольним коментатором на кількох турецьких телеканалах.
10 червня 2017 року Танжу Чолак удруге в своєму житті був арештований у Стамбулі в ході боротьби із організованою злочинністю в Туреччині за підозрою у зв'язку із місцевими злочинними угруповуваннями та за підозрою у шахрайстві. Він став двадцять четвертим затриманим протягом цієї спецоперації, після чого його перевели у в'язницю Анкари.

## Особисте життя
Молодший брат Танжу Чолака, Юсель Чолак, також був професійним футболістом.

## Титули і досягнення

### Командні
- Чемпіон Туреччини (1):

«Галатасарай»: 1987–1988
- Кубок Туреччини (1):

«Галатасарай»: 1990–1991
- Суперкубок Туреччини (2):

«Галатасарай»: 1988, 1991

### Особисті
Золотий бутс: 1988
«Срібний бутс»: 1991
«Бронзовий бутс»: 1986
Найкращий бомбардир чемпіонату Туреччини (5): 1985–1986 (33), 1986–1987 (25), 1987–1988 (39), 1990–1991 (31), 1992–1993 (27)